# Den skyldige
Den skyldige (em inglês, The Guilty, bra:Culpa) é um filme de drama e suspense dinamarquês de 2018 dirigido e escrito por Gustav Möller e Emil Nygaard Albertsen. Estrelado por Jakob Cedergren, estreou no Festival Sundance de Cinema em 21 de janeiro de 2018. Ele foi selecionado como a apresentação dinamarquesa para o Melhor Filme Estrangeiro no Oscar 2018, chegando à lista de finalistas de dezembro. No Brasil, foi apresentado pela California Filmes na Mostra Internacional de Cinema de São Paulo. O filme segue a história do despachante de alarmes e ex-policial Asger Holm que atende a uma ligação de uma mulher sequestrada.

## Elenco
- Jakob Cedergren - Asger Holm
- Jessica Dinnage - Iben
- Omar Shargawi - Rashid
- Johan Olsen - Michael
- Jakob Ulrik Lohmann - Bo

## Produção
A gênese do filme foi um clipe no YouTube de uma mulher sequestrada ligando para um despachante de emergência enquanto seu sequestrador estava sentado nas proximidades. Möller ficou impressionado com o quanto um clipe de áudio poderia transmitir por conta própria, sem acompanhamento visual. “Parecia que eu estava vendo imagens apenas ouvindo som”, disse ele. "Parecia que tinha visto essa mulher; tive uma ideia do carro em que ela estava sentada e da estrada em que estavam dirigindo." Outra influência foi o podcast Serial, sobre o assassinato de um estudante de Maryland em 1999. "A cada episódio, eu recebia novas informações sobre as pessoas envolvidas e os lugares e ocorrências. A cada episódio, minha imagem dessas pessoas mudava." Möller e o co-escritor Emil Nygaard Albertsen fizeram pesquisas em centros de despacho dinamarqueses. Os personagens surgiram a partir daí, incluindo a ideia do personagem principal ser um policial sob investigação, que havia sido transferido do campo para o serviço administrativo.

## Recepção
No agregador de críticas Rotten Tomatoes, que categoriza as opiniões apenas como positivas ou negativas, o filme tem um índice de aprovação de 97% calculado com base em 118 comentários dos críticos que é seguido do consenso: "Elegante, bem atuado e inteligentemente elaborado, The Guilty é um suspense de alto conceito que extrai o máximo de impacto de um punhado de ingredientes básicos - e eficazes." Já no agregador Metacritic, com base em 23 opiniões de críticos que escrevem em maioria para a imprensa tradicional, o filme tem uma média aritmética ponderada de 83 entre 100, com a indicação de "aclamação universal".